# Anyphaenoides brescoviti
Espèce
Anyphaenoides brescoviti est une espèce d'araignées aranéomorphes de la famille des Anyphaenidae.

## Distribution
Cette espèce est endémique du Pérou.

## Étymologie
Cette espèce est nommée en l'honneur d'Antonio Domingos Brescovit.

## Publication originale
- Baert, 1995 : The Anyphaenidae of the Galápagos Archipelago and Cocos Island, with a redescription of Anyphaenoides pluridentata Berland, 1913. Bulletin of the British Arachnological Society, vol. 10, p. 10-14.